# Autoroute 1 (Senegal)

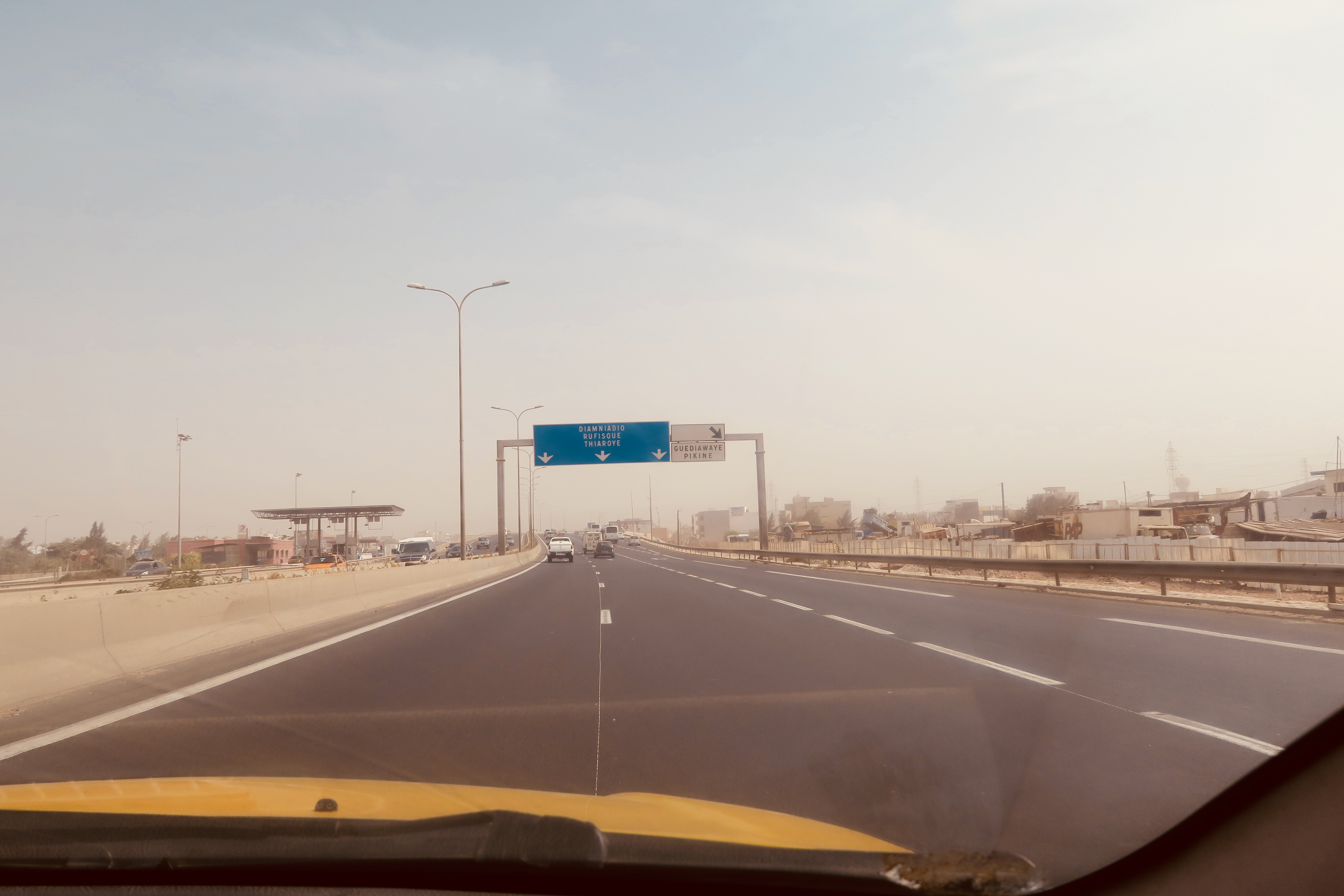
A1 in Höhe der Ausfahrt Guédiawaye–Pikine

Die Autoroute 1 ist eine der Autobahnen in Senegal. Sie ist außerhalb des Stadtgebiets von Dakar mautpflichtig und wird betrieben von der SENAC SA (Société Eiffage de la Nouvelle Autoroute Concédée), einem Unternehmen der Eiffage Sénégal.
Der Autobahnbau sollte dem chronischen Verkehrsstau im West-Ost-Verkehr zwischen Dakar und dem Rest des Landes abhelfen, der durch die geographische Lage der Metropole am Ende des Flaschenhalses der Cap-Vert-Halbinsel bedingt war und der bislang einzig auf die Nationalstraße N 1 als Nadelöhr angewiesen war.
Während der Planungs- und Bauphase wurde sie als Autoroute de l'Avenir (Autobahn der Zukunft) bzw. hinsichtlich ihres ersten Bauabschnitts und der Mautpflicht als Autoroute à péage Dakar-Diamniadio bezeichnet. Die Finanzierung erfolgte weitestgehend im Rahmen einer Öffentlich-Privaten Partnerschaft (PPP). Die Verwirklichung des Bauprojekts begann 2009 und führte am 1. August 2013 zur Fertigstellung des Bauabschnitts bis Diamniadio. Dieser Bauabschnitt umfasste acht Anschlussstellen (Echangeurs), 27 Über- und Unterführungen bzw. Viadukte, zehn Fußgängerüberführungen sowie 14 Mautstationen.
Wichtiges nächstes Ziel war die Anbindung an den neuen Flughafen Dakar-Blaise Diagne, die am 25. Oktober 2016 dem Verkehr übergeben werden konnte. Als dritter Bauabschnitt wurde nicht an der A1 weitergearbeitet, sondern an der von ihr abzweigenden Autoroute 2 über Thiès nach Touba; diese wurde am 20. Dezember 2018 eröffnet.
Die Streckenführung durch die Millionenstadt Pikine erforderte ab 2013 umfangreiche Umbau- und Sanierungsarbeiten der südlichen Stadtbezirke mit ihrer ungeregelt entstandenen Bebauung, bekannt als  Restructuration de Pikine Irrégulier Sud (PIS), eine 700 Hektar umfassende und 220.000 Einwohner betreffende Stadtteilsanierung. Insgesamt 5000 Wohnungen mussten dem Straßenbau weichen. Als Ersatz wurde von der APIX (Agence nationale chargée de la Promotion de l’Investissement et des Grands Travaux) unter dem Projektnamen Recasement de Keur Massar eine Retortensiedlung zwischen Keur Massar und Tivaouane Peulh geplant und am 23. Juli 2016 von Staatspräsident Macky Sall eingeweiht.
Der kreuzungsfreie Straßenverlauf beginnt als Stadtautobahn im Zentrum von Dakar am Nordende der Avenue du Président Lamine Guèye, in der Nähe des Bahnhofs Dakar mit der Überführung und Anbindung der Avenue Malick Sy. Im Großen und Ganzen folgt die A1 etwa dem Verlauf der N 1 und ist vorläufig bis Kaolack projektiert. Im Jahr 2024 ist das Ausbau-Ende an der Anschlussstelle 17 Mbour-Est gelegen.